# Гарднер, Сэмюэл
Сэмюэл Гарднер (англ. Samuel Gardner; 25 августа 1891, Елисаветград — 23 января 1984, Нью-Йорк) — американский скрипач и композитор.

## Биография
Родители Гарднера, Яков Гарднер и Минни Поллак, эмигрировали вместе с ним в США в 1893 г. В семь лет он начал заниматься на скрипке, с девятилетнего возраста брал уроки у известных педагогов — Чарлза Мартина Лефлера, потом Феликса Винтерница и наконец у Франца Кнайзеля в Институте музыкального искусства.
В 1914 г. играл вторую скрипку в Квартете Кнайзеля (заменяя призванного на военную службу Ганса Летца), в 1915—1916 гг. помощник концертмейстера в Чикагском симфоническом оркестре. В 1918—1920 гг. скрипач в Элшуко-трио.
В дальнейшем Гарднер преподавал в Джульярдской школе (1924—1941), Колумбийском университете и Университете штата Висконсин, написал несколько учебных пособий. Музыкальные сочинения Гарднера предназначены для скрипки или струнного ансамбля; за свой струнный квартет ре минор (1918) он был удостоен Пулитцеровской премии.